# 天台庵
36°22′59″N 113°23′55″E / 36.38306°N 113.39861°E
天台庵位于中国山西省长治平顺县北耽车乡王曲村（原属实会乡）西部的高地上，是一座佛教天台宗庵堂。1988年被列为第三批全国重点文物保护单位。

## 历史
天台庵过去曾被认为是中国硕果仅存的四处唐代木构建筑之一，建于唐天佑四年（907年），即唐朝的最后一年。在2014年的维修中，先后发现墨书题记痕迹：“长兴四年九月二日……”“大唐天成四年建创立，大金壬午年重修，大定元年重修，大明景泰重修，大清康熙九年重修。”说明天台庵为五代后唐长兴四年（933年）所建，不过去唐未远，故唐风尚在。
天台庵曾发生石狮被盗的案件。

## 建筑
天台庵现仅存正殿及字迹漫灭的唐碑一通，其形制、结构和手法极为古朴，在建筑上保留了较多的唐代建筑风格，甚至保留了唐代前期的铺作形制。
天台庵正殿（弥陀殿）体量不大，平面基本呈正方形，面阔三间，宽7.15米，进深三间四椽，深7.12米，单檐歇山顶，建于1米高的石台基上。其造型颇为罕见，殿顶十分巨大，而且正脊极短，而戗脊极长，极具特色。整体风格简朴，不重装饰。歇山面直接承托于大梁，屋顶出檐深远，举折平缓。屋顶坡度类似五台县南禅寺大佛殿、广仁王庙。大殿四周有檐柱12根，前檐柱头铺作属于最为古朴的“单斗支替”铺作形制，其最初建造时间可能在唐朝前期。弥陀殿在四椽栿上立蜀柱承顶平梁，是“梁栿蜀柱式”结构手法的最早实例，这种手法在宋代出现较多。
殿内结构简练，本无柱，后代修缮时，增添几根小木柱以承托大梁，支撑檐角。
殿顶的琉璃脊饰为金代改换。
大殿前檐下东西墙角边原本各有一尊小巧的石狮，近年被盗。

## 保护
1988年1月13日，天台庵公布为第三批全国重点文物保护单位，古建筑类，编号3-107，年代为五代。